# Portes-en-Valdaine
Portes-en-Valdaine – miejscowość i gmina we Francji, w regionie Owernia-Rodan-Alpy, w departamencie Drôme.
Według danych na rok 1990 gminę zamieszkiwały 274 osoby, a gęstość zaludnienia wynosiła 18 osób/km² (wśród 2880 gmin regionu Rodan-Alpy Portes-en-Valdaine plasuje się na 1355. miejscu pod względem liczby ludności, natomiast pod względem powierzchni na miejscu 758.).